# Buron-myeon
Buron-myeon (koreanska: 부론면) är en socken i kommunen Wonju i provinsen Gangwon i den centrala delen av Sydkorea, 80 km sydost om huvudstaden Seoul.